# اسکار لوو
اسکار لوو (آلمانی: Oscar Loew؛ ۲ آوریل ۱۸۴۴ – ۲۶ ژانویهٔ ۱۹۴۱) یک شیمی‌دان اهل آلمان بود.